# 8319 Антіфан
8319 Антіфан (3365 T-2, 1990 QJ8, 8319 Antiphanes) — астероїд головного поясу.
Тіссеранів параметр щодо Юпітера — 3,172.